# Gerardo Lustrissimi
Gerardo Lustrissimi (Subiaco, 1918 – Africa Settentrionale Italiana, 25 ottobre 1942) è stato un militare italiano, decorato con la medaglia d'oro al valor militare alla memoria nel corso della seconda guerra mondiale.

## Biografia
Nacque a Subiaco, provincia di Roma, nel 1918, figlio di Pio e Laura Zangrilli. Mentre frequentava l'ultimo anno presso l'Istituto magistrale a Subiaco, nel gennaio 1941, in piena seconda guerra mondiale, fu arruolato nel Regio Esercito e destinato al Reggimento "Granatieri di Sardegna". Nell'agosto successivo, chiese ed ottenne di essere trasferito nella specialità paracadutisti, e fu inviato a frequentare la Scuola di Tarquinia dove nell'ottobre successivo conseguì la qualifica di paracadutista. Trasferito al 2º Reggimento paracadutisti mobilitato, passò in seguito al 186º Reggimento paracadutisti dalla 185ª Divisione paracadutisti "Folgore" con la quale nell'agosto 1942 partì per l'Africa Settentrionale Italiana. Cadde in combattimento il 25 ottobre 1942, e fu decorato con la medaglia d'oro al valor militare alla memoria.

### Fonti
1. ↑  Gruppo Medaglie d'Oro al Valore Militare 1965, p. 179.
2. 1 2 3 4 5  Combattenti Liberazione.
3. ↑   Medaglia d'oro al valor militare Lustrissimi, Gerardo, su Quirinale. URL consultato l'11 febbraio 2023.
4. ↑  Registrato alla Corte dei conti lì 12 gennaio 1949, Esercito registro n. 1, foglio 330.